# Kerbrandiger Drüsling
Der Kerbrandige Drüsling (Exidia repanda) ist eine Pilzart der Tremellomycetes aus der Familie der Ohrlappenpilzverwandten (Auriculariaceae). Seine gelbhyalinen bis zimtbraunen, rundlichen Fruchtkörper wachsen in kleinen Gruppen. Sie erscheinen von Mai bis September auf morschem Totholz von Birken und anderen Laubbäumen. Die Art ist holarktisch verbreitet und in borealem, seltener gemäßigtem Klima zu finden.

## Merkmale

### Makroskopische Merkmale
Der Kerbrandige Drüsling bildet gallertige, flache und rundliche Fruchtkörper aus. Sie wachsen in kleinen Gruppen und verschmelzen nicht miteinander. Ihre verschmälerte Basis wurzelt im Substrat, der Rest des Basidiocarpiums liegt flach auf dem Substrat auf. Der Rand ist frei und kraus bis gelappt, er weist keine Wimpern auf. Jung sind die Fruchtkörper gelblich hyalin, später zimtbraun mit einem fleischbraunen Schimmer. Das Hymenium auf der Oberseite ist glatt und hat kleine Drüsenwarzen, die Unterseite ist rau punktiert.

### Mikroskopische Merkmale
Die Hyphenstruktur des Kerbrandigen Drüslings ist wie bei allen Drüslingen monomitisch, besteht also nur aus generativen Hyphen. Sie sind zylindrisch, hyalin und inamyloid.

## Verbreitung
Der Kerbrandige Drüsling bewohnt ein holarktisches Artareal, er wurde bislang in Europa und Nordamerika gefunden. Die Art kommt in Gegenden gemäßigter bis subborealer Klimata vor, ist aber eher in letzteren zu finden, während sie in ersteren selten ist.

## Ökologie
Wie auch andere Drüslinge ist der Kerbrandige Drüsling ein Saprobiont. Er besiedelt Totholz von Laubbäumen, besonders Birken (Betula spp.). Die Fruktifikation erfolgt von Mai bis September, sehr selten im Winter.